# Domingos dos Reis Quita
Domingos dos Reis Quita (Lisboa, São Sebastião da pedreira, 6 de Janeiro de 1728 — Lisboa, 26 de Agosto de 1770) foi um poeta português de origens humildes. Quita foi participante ativo da Arcádia Lusitana, que visava uma reforma na poesia e na mentalidade da sociedade portuguesa da época, bem como representante do bucolismo.
Domingos dos reis Quita escreveu tragédias como: Astarto. Mégara, Hermíone, Licore e Ines de Castro.

## Biografia
Domingos dos Reis Quita foi um poeta português nascido a 6 de janeiro de 1728 na freguesia de São Sebastião da Pedreira em Lisboa, Portugal. Quita era filho de um comerciante de panos brancos que, com essa ocupação sustentava os seus seis filhos e a sua esposa Maria Rosária.
José Fernandes Quita, seu pai, partiu para o Brasil em 1735, com a intenção de melhorar as condições de vida da sua família, uma vez que o comércio passava por dificuldades. Do Brasil, enviava alguns recursos para a sua esposa e filhos que permaneciam em Lisboa.
Eventualmente esses recursos cessaram e então, com 13 anos, Domingos dos Reis Quita voltou-se para o trabalho. Sem estudos, começou a exercer a profissão de cabeleireiro, uma profissão bem paga na época. Esta ocupação permitiu-lhe o contacto com pessoas importantes e poderosas. Terão provavelmente sido essas conexões com pessoas cultas e estudadas, levaram-no a interessar-se pela poesia. Nos momentos de ócio na oficina começou a ler, seduzido por obras como Corte na Aldeia, A Primavera, Pastor Peregrino e Desenganado, entre outras.
As suas leituras de autores portugueses e, as traduções dos clássicos, aliadas ao seu caráter autodidata levaram-no a escrever os seus próprios versos. Encontrou o amor numa mulher de uma família amiga, e essa sua paixão por Dona Teresa Teodora de Aloim foi motivo de inspiração para muitos dos seus sonetos. Nesses sonetos, D.Teresa era representada como Tirceia.
| “ | Ali, junto das margens do ribeiro, Á fresca sombra de uma rocha dura Foi o logar aonde a vez primeira Me criou com seus mimos a ventura. Tão modesta, commigo aqui passava A bella ninfa em pratica amorosa, Que, quando respeitoso lhe beijava A delicada mão branca e formosa, Vergonhosa ficava um breve espaço Com os olhos cahidos no regaço. Quantas vezes dizendo que me amava, No seu formoso rosto conhecia Que cheia de ternura desejava Inda dizer-me mais do que dizia; Porém não lhe deixava o honesto pêjo De todo declarar o seu desejo. Uma tarde me disse na floresta Que lá junto da praia eu a esperasse, Que ali iria vêr-me pela sésta Depois que das serranas se apartasse; Que sem guarda o rebanho deixaria Só por estar na minha companhia. O caminho da praia fui seguindo, Sentei-me sobre uns concavos rochedos Onde o prado estava descobrindo Os verdes e frondosos arvoredos; Té que depois da sésta já passada A vi ao longe vir muito apressada. Vinha por entre os ramos tão airosa, Que dava graça a tudo quanto via; Com a pressa de andar a côr formosa Nas bellas faces mais se lhe acendia; Os cabelos, que de ouro a côr mostravam Pelo nevado collo se espalhavam. | ” |

Esse amor que Domingos dos Reis Quita nutria por D. Teresa nunca se pôde concretizar pois esta casou-se com Tomás José Xavier Pimenta. Diferente de Quita, Tomás José Xavier era um abastado português, e, apesar de vivenciar o crescimento do seu nome, Quita não se equiparava ao marido escolhido.
A catástrofe do terramoto de 1 de Novembro de 1755 aproximou-o da sua Tirceia. Quita estava sem abrigo e ela carinhosamente acolheu-o. Então, desde o terramoto que Quita não precisou mais de exercer seu ofício mecânico de cabeleireiro e, por tal, teve alguns anos de plena felicidade.
Em compensação à sua vida amorosa, o seu mérito foi reconhecido e as suas obras começaram a ser divulgadas. Isso somado ao facto de ter uma cultura literária invejável levaram-no a fazer parte da elite cultural da época. Em 1756 formou-se em Lisboa uma instituição denominada Arcádia Lusitana (ou Olissiponense) da qual Quita fez parte e onde começou a usar o nome arcádico de Alcino Menécio.
Tendo nascido numa família humilde, não se destacou pela descendência, mas pela sua sagacidade, esperteza, energia e gentileza. A sua personalidade cativante conquistou o conde de S. Lourenço, José António de Brito, com o qual criou uma amizade e intimidade, e de quem recebeu alguns conselhos, vendo José António de Brito como um mentor. Algumas pessoas acreditam que foi o próprio conde que indicou Quita para sócio da academia árcade.
Esta academia visava uma reforma na poesia e ao mesmo tempo ajudar no processo, já existente, de transformações de mentalidade da sociedade portuguesa da época. É importante perceber que as ambições que os árcades tinham eram essencialmente culturais.

## Doença e morte
Em 1761, Domingos dos Reis Quita encontrava-se gravemente doente. padecendo de tuberculose. Nesta altura, Dona Teresa Teodora de Aloim, sua amiga e eterno amor, faz de tudo para o ajudar.
Quando a sua D.Teresa o acolhe em 1755, ainda estava casada com o seu primeiro marido, Tomás José Xavier Pimenta do qual fica viúva. Assim que Quita começou a adoecer em 1760, a Tirceia de Quita aceita casar com Dr. Baltasar Tara que, coincidentemente, era médico. Deste. modo, há quem pense que ela se terá casado com Dr. Baltasar para poder proporcionar o melhor tratamento possível para seu amigo Quita.
Existem várias controvérsias no que diz respeito ao relacionamento de Quita com o Dr. Tara. Algumas fontes afirmam que o Dr. Tara o terá auxiliado durante toda a evolução da doença, fazendo com que Quita tenha vivido mais tempo do que o esperado. Em contrapartida, existem outras fontes que digam que o Dr. Tara na verdade o envenenou. No entanto, o mais provável é que seu "anfitrião" tenha cuidado dele, visto que ele viveu por mais 9 anos após ter ficado doente, acabando por morrer em 1770.
Independente destas suposições, o que se pode afirmar é que a doença inquietava Quita, como o próprio escreve: 
| “ | Sem piedade de minhas mortaes dores :De mim ligeira foges mais que o vento; :Depois de enlouquecer-me o pensamento : C´os belos olhos teus encantadores. Para que com desprezos e rigores :Pagas os tristes ais com que lamento, : Se os espinhos cruéis do meu tormento :Mudar podias em suaves flores. Vem, crúa ninfa, onde Amor te chama, :Vem consolar um peito que suspira, :Que em vão ardentes lágrimas derrama. Um instante sereno o rosto vira! :Que a Tigre seu consorte terno brama, :Muda em afagos a terrível ira. | ” |

Nos seus últimos dias de vida, Quita foi visitar a sua mãe, mas teve que voltar logo para os cuidados do Dr. Baltasar. Domingos dos Reis Quita morre no dia 26 de Agosto de 1770 em Lisboa.
Quanto a Dona Teresa Teodora de Aloim, existem suposições de que ela terá casado pela terceira vez.

## Obras
Quita foi representante do bucolismo. Escreveu as tragédias: Astarto. Mégara, Hermíone, Licore e Inês de Castro.
Em 1766 dois livreiros publicaram dois volumes de obras de Quita, intitulados Obras Poéticas. Alegaram que era melhor fazê-lo para que as suas obras não se perdessem, mas devido ao facto de estar doente imagina-se que o tenham feito porque a terrível doença o aproximava da morte.
Nesses dois volumes encontravam-se 35 Sonetos, 11 Éclogas, 10 Idílios e 5 Odes.A sua publicação causou inveja à qual Quita respondeu com um soneto:
| “ | Em métricos preceitos não repares, :Contraste não te faça de Thália :Se outras regras não sabes da Poesia : Mais que simulcadente e lunares. Em que Horacio ou puros exemplares :Fundas a tua errada fantasia? :Sentir simultoantes são mania :De talentos incultos e vulgares. Estas regras que antigos desprezaram :De que os sábios modernos se estão rindo :Só rançosos pedantes praticaram. Estuda-as Aristóteles abrindo, :Queima as artes que a tinha te pegaram, :Ou de absurdo em absurdo irás cahindo. | ” |

Após a sua morte, em 1781, a sua obra foi publicada novamente com a inclusão de textos inéditos. Mantiveram-se os dois volumes mas agora temos um conjunto de 77 Sonetos, 13 Éclogas, 19 Idílios, oito Odes, uma Elegia, uma Canção, uma epístola, um Epitalâmio, 1 Silva, 1 Poema, 1 Drama Pastoril e 4 tragédias. Esses de autoria do próprio Domingos dos Reis Quitas. Mais um Prólogo do Editor e um texto sobre a vida dele, Epítome da vida do Autor. Uma terceira edição foi feita em 1831 sem acrescentar textos, na verdade apenas retirando alguns da segunda edição.